# Esporte Clube Noroeste
Esporte Clube Noroeste é um clube brasileiro de futebol da cidade de Bauru, interior do estado de São Paulo. Foi fundado em 1º de setembro de 1910 por funcionários da Estrada de Ferro Noroeste do Brasil e suas cores são vermelho e branco. É um clube de tradição no interior paulista, com histórico de boas participações na Primeira e Segunda Divisões estaduais. Em 2022, o Noroeste foi o campeão da Série A3 do Campeonato Paulista, conquistando o acesso para disputar a Série A2 em 2023. Em 2024, o clube de Bauru conquistou o acesso à Série A1, competição que irá disputar em 2025.

## História

### Fundação
Fundado em 1 de setembro de 1910, com o nome de Sport Club Noroeste, o alvirrubro de Bauru teve como primeiro presidente o engenheiro Carlos Gomes Nogueira. Entre os primeiros sócios beneméritos do clube estão figuras importantes de Bauru, como Alfredo de Castilho, Eduardo Vergueiro de Lorena (prefeito da cidade entre 1925-26 e 1929-25/10/30), Ernesto Monte (Prefeito de 1938-41), Otávio Pinheiro Brisolla (prefeito- 1918-1921 e 1948-1952), entre outros.
O primeiro confronto da história do Noroeste foi contra um selecionado da cidade de São Manuel. Vitória por 1 a 0.

### Primeira Conquista
O primeiro título estadual foi do Campeonato do Interior de 1943. Na final, disputada em dois jogos contra o Guarani de Campinas, o Noroeste levou a melhor. As partidas foram disputados no Estádio do Pacaembu e após vencer o primeira partida com um gol do ponta-esquerda Fontes, o Norusca segurou o 0 a 0 no segundo jogo. Os heróis de 43 foram: Amélio, Xande e Irineu Pé de Boi; Balbino, Sérgio e Chocolate; Lamonica, Crisanto, Adolfrizis, Cirilo e Albércio ou Fontes.

### Profissionalismo e Primeiro Acesso
O profissionalismo chegou em 1948. Em março, Anísio, Xandu, Chocolate, Tuim, Ferreirinha e Julinho foram os primeiros alvirrubros inscritos como jogadores profissionais. O Norusca passou então a ter dois times: um profissional, que disputaria o Campeonato Paulista e outro para jogar o Amador de Bauru.
O primeiro campeonato da 2ª Divisão disputado pelo Noroeste foi o do próprio ano de 1948. Após altos e baixos, o time terminou na terceira posição da série branca do Campeonato. O Linense foi o campeão, mas perdeu o acesso para o XV de Piracicaba, após um triangular que contou ainda com a participação do Rio Pardo.
O primeiro título da 2ª Divisão veio em 1953. Após conquistar o título da Série Verde do Campeonato, o Norusca, em uma campanha heroica, conquistou o título da Segundona, passando por cima do América de Rio Preto, da Ferroviária de Araraquara, do Paulista de Jundiaí, do Marília e do Bragantino. Foram oito vitórias em dez jogos, que renderam o primeiro acesso da história do Noroeste à divisão de elite do futebol paulista. O título foi assegurado com uma vitória por 2 a 0 sobre o Marília, no Alfredão. Festa na cidade.
O time de 1953 era formado por Sidney, Osvaldo e Villa; Nelson Faria, Mingão e Amaro; Colombo, Zeola, Brotero, Ranulfo e Luiz Marini. O técnico era José Pavesi, que faleceu pouco antes do último jogo do primeiro turno da fase decisiva, contra o Bragantino.

### Incêndio no Alfredo de Castilho
O maior susto da história do Noroeste ocorreu no dia 23 de novembro de 1958. A partida era contra o São Paulo de Poy, Mauro Ramos de Oliveira e Dino Sani, no Estádio Alfredo de Castilho. Aos 25 minutos do primeiro tempo, a geral está em chamas. O incêndio consumiu as populares do Alfredão e causou pânico no público presente. O fogo ainda atingiu algumas casas, que ficavam nas proximidades. Cinco pessoas ficaram feridas.
Quanto ao jogo, ele foi retomado em 9 de dezembro, no campo do Bauru Atlético Clube. Resultado: 3 a 1 para o Tricolor paulista.
O Norusca só pôde mandar seus jogos em sua casa novamente no dia 5 de julho de 1960. Vitória do alvirrubro sobre o Palmeiras por 3 a 2. Só que o estádio agora era tinha outro nome: Ubaldo de Medeiros. O novo estádio só voltaria a se chamar Alfredo de Castilho em 1964, com o Golpe Militar.
No mesmo ano de 1960, a segunda melhor campanha do Noroeste no Paulistão na história: 17 vitórias, seis empates e 11 derrotas. O quinto lugar, junto com o Guarani e o desabrochar de dois craques: Toninho Guerreiro e Zé Carlos.

### Rebaixamento e Acesso
A primeira queda do time veio em 1966. Depois de uma fraca campanha, o time bauruense decidiu sua sorte em um jogo de desempate contra o Guarani, no Pacaembu. Resultado: 3 a 1 para o Bugre, debaixo de muita chuva.
O Noroeste voltaria a divisão principal do futebol paulista apenas em 1970. Na fase final o alvirrubro passou pelo Bragantino (2 a 1) e Nacional. Contra o time da Capital, após um empate em um gol no primeiro jogo, o Norusca, com um gol de Fedato, garantiu o acesso e o fim do drama da Segundona.
O próximo passo era encarar o Paulistinha, criado pela Federação Paulista de Futebol, como uma seletiva para os times do interior. Os classificados teriam o direito de disputar a fase mais importante do Campeonato, o Paulistão.

### Volta à Elite
O Noroeste só voltaria a enfrentar os grandes clubes do estado no ano de 74, após garantir a última vaga no Paulistinha de 1973. O primeiro jogo do Paulistão 1974 foi contra o Santos, na Vila Belmiro. 2 a 1 para o Peixe. No final do campeonato, um honroso décimo lugar.
Nas campanhas seguintes, o time alternou bons e maus resultados. Ao mesmo tempo, um garoto ia surgindo nas categorias de base do clube. Era Baroninho que, mais tarde, ganharia destaque no futebol nacional.
Em 1978, o Norusca parte para a disputa do Campeonato Brasileiro, a primeira e única vez que o time disputa a Primeira Divisão.
A grande contratação para o campeonato, foi Jairzinho, o "Furacão de 70". O Brasileirão daquele ano registrou a incrível marca de 74 clubes, divididos em seis grupos. O time se classifica na repescagem da primeira fase, mas é eliminado na segunda, por Grêmio e Palmeiras. No geral, a 28ª colocação.

### Altos e Baixos
Os "bons tempos" do Noroeste durariam até 1981, quando o time voltou a ser rebaixado para a Segundona. O time voltaria à elite paulista em 1984, mas voltou a cair em 1985, subindo novamente no ano seguinte. Nesse período o time bauruense ficou conhecido como "ioiô" (sobe e desce).
Em 1990, na categoria aspirantes, o Noroeste conquistou o título, com um time-base que revelou vários atletas de destaque no cenário nacional, sendo o zagueiro Emerson (São Paulo e Botafogo, entre outros) e o volante Claudecir (São Caetano e Palmeiras) dois dos mais conhecidos. O time-base era: Alexandre; Tato, Mauricinho, Marcelo , Emerson e Japa; Marcelo Menegueti, Alexandro e Claudecir; Luiz Cláudio, Marinho e Tatu. O técnico era Zé Ruben
O time se manteve na divisão principal até 1993, quando foi novamente rebaixado, após uma derrota para o Mogi Mirim por 4 a 2, com direito a gol do meio do campo de Rivaldo. Em 1994 o clube disputou a recém-criada Série A2. Com um desempenho ruim, acabou rebaixado para a Série A3, onde ficou por apenas um ano, conquistando o título de 1995 e, consequentemente, a volta à A2 depois de boa campanha. Em 1999, entretanto, a equipe fezuma das piores campanhas de todos os tempos e caiu novamente para A3.

### Era Damião Garcia
O período entre 2003 e 2013 marca a volta do protagonismo do Noroeste ao cenário paulista e nacional. No fim de 2002, o Noroeste agonizava na Série A3 e estava à beira da falência. Damião Garcia, dono de uma grande rede atacadista de suprimentos de escritório e informática, e torcedor fervoroso do clube, decide candidatar-se à presidência do clube. Assume em 2003, prometendo devolver o Noroeste à Primeira Divisão Estadual em pouco tempo e reorganizar o clube. Desenvolve o Centro de Treinamento e Casa do Atleta, nas dependências do Estádio Alfredo de Castilho.
Em 2004, o Norusca conquista o acesso para a série A2 após segurar um empate sem gols contra o XV de Piracicaba.
Em 2005, após 12 anos nas fases intermediárias, consegue o acesso para a disputa da Primeira Divisão do Campeonato Paulista, sendo vice-campeão da série A2. Por índice técnico, assegura também sua vaga no Série C 2006. No segundo semestre, conquista a Copa Federação Paulista, também classificando-se para a Copa do Brasil de 2006.
Em 2006, o Noroeste disputa o Campeonato Paulista da série A1, fazendo a melhor campanha de sua história, ficando em 4º lugar, com o técnico Paulo Comelli e o seguinte elenco titular-base: Mauro; Paulo Sérgio, Bonfim, Edmílson e Cláudio; Luciano Santos, Hernani, Lenílson e Luciano Bebê; Otacílio Neto (Leandrinho) e Rodrigo Tiuí. Ficou atrás somente de Santos, São Paulo e Palmeiras e garantiu a participação na Copa do Brasil do ano seguinte. O troféu simbólico de campeão do interior trouxe de volta os olhos do futebol para a "maquininha vermelha". Nesse mesmo semestre o Noroeste participou da Copa do Brasil, desclassificado na primeira fase pelo 15 de Campo Bom-RS. No segundo semestre, o Noroeste participou da série C do Campeonato Brasileiro e foi eliminado na penúltima fase, ficando em 10º lugar no geral.
Em 2007, mantém parte da base vitoriosa do ano anterior, e termina em sétimo lugar no campeonato paulista, perdendo a final do Torneio do Interior para o Guaratinguetá. Na Copa do Brasil, foi eliminado pelo Figueirense na segunda fase. No segundo semestre participou da Série C 2007, mas caiu ainda na primeira fase. Formou boa parte do ano com este elenco-base titular: Fabiano; Éder, Bonfim, Fábio, Neílton; Deda, Bruninho, Hernani, Luciano Bebê; Leandrinho e Vandinho.
Em 2008, terminou em nono no Campeonato Paulista 2008, perdendo o título do interior para o Barueri. No segundo semestre, o Noroeste disputou a Série C 2008 do Campeonato Brasileiro, sendo eliminado na 2ª fase. O treinador era Luís Carlos Martins. Eis a base do time do Campeonato Paulista 2008 foi: Fabiano; Edylton (Éder), Bonfim (Anderson) e Éder Monteiro; Leandro Soares (Marcelo Santos), Alexandre (Ralf), Júlio, Luciano Bebê e Edno; Vandinho (Otacílio Neto) e Leandrinho.
Em 2009, após péssima campanha, terminou como o lanterna do Campeonato Paulista e foi rebaixado novamente para a segunda divisão. A equipe não conseguiu nenhuma vitória contra os grandes clubes do estado, e, nas derradeiras rodadas, não correspondeu as expectativas de reação, resultando no descenso do certame. No segundo semestre disputou a Copa Paulista de Futebol. Depois de muitas contratações e dispensas equivocadas de jogadores e técnicos o time mais uma vez decepcionou e acabou eliminado logo na primeira fase da competição. Como reflexo da desorganização e da falta de investimentos, o time acabou perdendo toda sua categoria de base e consequentemente desistindo de disputar a Copa SP de Juniores em 2010.
Em 2010, o Noroeste conquista o vice-campeonato da Série A-2 do Campeonato Paulista, crescendo de produção ao longo do campeonato e conquistando o acesso após ficar em 1º lugar no quadrangular final, em grupo que contava com Guaratinguetá (o outro time da chave que conseguiu o acesso), União São João de Araras e São José. O Alvirrubro, que começou a competição com o técnico Amauri Knevitz, conquistou o acesso sob o comando do treinador Luciano Dias. No jogo do acesso, em São José dos Campos, no dia 24 de abril, o Noroeste arrancou um empate em 1 a 1 com o time da casa e carimbou seu acesso para a Elite Paulista. Na rodada seguinte, no dia 1 de maio, diante de mais de 8 mil torcedores no Estádio Alfredo de Castilho, o Noroeste venceu o Guaratinguetá por 2 a 1, de virada, garantindo o vice-campeonato da competição. No segundo semestre, disputou a Copa Paulista de Futebol, chegando até a segunda fase do certame. O ano de 2010 foi marcado também pelas comemorações do Centenário do clube, comemorado no dia 1 de setembro. Entre as festividades do Centenário, um jogo amistoso internacional disputado em julho, no Estádio Alfredo de Castilho, contra o Estoril de Portugal, e um jogo da equipe de Masters do clube contra a Seleção Brasileira de Masters, no dia 1 de setembro, data que contou também com diversas homenagens a ex-atletas e a outras personalidades que se destacaram ao longo da história do Noroeste.
Em 2011, o time conseguiu apenas 3 vitórias ao longo do Paulista e terminou na 19º posição, voltando para a Série A-2.No segundo semestre de 2011, disputou a Copa Paulista de Futebol, chegando até a 2ª fase, terminando na 13ª Colocação, dando oportunidade a vários atletas das categorias de base na equipe principal. Também em 2011, o Noroeste voltou a disputar a Copa São Paulo de Futebol Júnior e também os campeonatos de base da Federação Paulista de Futebol (FPF), nas categorias Sub-15, Sub-17 e Sub-20. Com boa campanha, o Sub-15 chegou até a segunda fase, enquanto o Sub-17 ficou na primeira fase. Já o Sub-20 fez excelente campanha no Paulista, chegando até a fase de quartas-de-final, terminando a competição em 6º lugar, a frente de clubes como Corinthians e Palmeiras.
Em 2012, no primeiro semestre, o time ficou na 7ª colocação na primeira fase da Série A2, mas caiu na fase seguinte – em um grupo de quatro times, que qualificou o São Bernardo e Penapolense para o acesso, o Noroeste foi o último colocado, atrás ainda do RB Brasil. Sem o acesso e desgastado, mais tarde em setembro, Damião Garcia renunciava ao cargo de presidente, dando fim à Era Damião Garcia. Com o suporte financeiro garantido até o fim do ano, o Noroeste ainda sagrou-se bicampeão da Copa Paulista frente ao Audax, vencendo pelos placares de 2 a 1 no jogo de ida em Bauru e 1 a 0 no jogo de volta, em São Paulo. Com a conquista, garantiu vaga na Copa do Brasil de 2013. O time campeão formou a partida final com: Walter; Misael, Lima, Hélio e Ralph; Kasado, Velicka, Johnnattan e Gilsinho; Roberto e Diogo. A equipe campeã foi dirigida por Moisés Egert.

## Títulos
| Estaduais | Estaduais     | Estaduais | Estaduais               |
|           | Competição    | Títulos   | Temporadas              |
| --------- | ------------- | --------- | ----------------------- |
|           | Copa Paulista | 2         | 2005 e 2012             |
|           | Série A2      | 4         | 1943, 1953, 1970 e 1984 |
|           | Série A3      | 2         | 1995 e 2022             |

### Campanhas de destaque
- Campeonato Paulista Série A1 - 4º lugar: 2006.
- Campeonato Paulista Série A1 - 5º lugar: 1960.
- Campeonato Paulista Série A1 - 7º lugar: 2007.
- Campeonato Paulista Série A2 - Vice-campeão: 1983, 1986, 2005, 2010 e 2024.
- Campeonato Paulista Série A3 - 4º lugar: 2004.
- Campeonato Paulista do Interior - Vice-campeão: 2007 e 2008.
- Campeonato Paulista Série A4 - 4º lugar: 2015.

### Categorias de base
- Copa Aspirantes: 1990.

## Estatísticas

### Participações
|  | Participações em 2025 |

| Competição | Competição            | Temporadas | Melhor campanha                   | Estreia | Última | A | R |
| São Paulo  | Campeonato Paulista   | 38         | 4º colocado (2006)                | 1954    | 2025   |   | 6 |
| São Paulo  | Série A2              | 24         | Campeão (1943, 1953, 1970 e 1984) | 1947    | 2024   | 7 | 3 |
| São Paulo  | Série A3              | 14         | Campeão (1995 e 2022)             | 1995    | 2022   | 4 | 1 |
| São Paulo  | Série A4              | 1          | 4º colocado (2015)                | 2015    | 2015   | 1 | – |
| São Paulo  | Copa Paulista         | 19         | Campeão (2005 e 2012)             | 1999    | 2025   |   |   |
| Brasil     | Campeonato Brasileiro | 1          | 28º colocado (1978)               | 1978    | 1978   |   | – |
| Brasil     | Série B               | 4          | 8º colocado (1991)                | 1980    | 1992   | – | – |
| Brasil     | Série C               | 5          | 10º colocado (1990)               | 1990    | 2008   | – | – |
| Brasil     | Série D               | 1          | Estreia (2026)                    | 2026    | 2026   | – |   |
| Brasil     | Copa do Brasil        | 3          | 2ª fase (2007)                    | 2006    | 2013   |   |   |

### Últimas 14 Temporadas
Legenda:
| Campeão Vice-campeão Eliminado nas semifinais | Campeão e promovido à divisão superior Vice-campeão e/ou promovido à divisão superior Rebaixado à divisão inferior | Classificado à fase de grupos da Copa Libertadores Classificado à fase preliminar da Copa Libertadores Classificado à Copa Sul-Americana Campeão do Campeonato do Interior |

### Retrospecto em competições oficiais
Última atualização: Série C de 2008.
| Competição | Competição            | Temporadas | Títulos | Pts. | J  | V  | E  | D  | GP | GC |
| ---------- | --------------------- | ---------- | ------- | ---- | -- | -- | -- | -- | -- | -- |
| Brasil     | Campeonato Brasileiro | 1          | —       | 23   | 23 | 9  | 5  | 9  | 21 | 31 |
| Brasil     | Série B               | 4          | —       | 51   | 49 | 20 | 11 | 18 | 53 | 53 |
| Brasil     | Série C               | 5          | —       | 74   | 54 | 19 | 19 | 16 | 66 | 60 |

## Confrontos Internacionais
| Confronto                        | Local e Data                  | Ocasião          |
| Jorge Wilstermann 1 x 2 Noroeste | Cochabamba - Maio de 1964     | Torneio Amistoso |
| San José de Oruro 0 x 4 Noroeste | Cochabamba - Maio de 1964     | Torneio Amistoso |
| Club Aurora 0 x 4 Noroeste       | Cochabamba - Maio de 1964     | Torneio Amistoso |
| Noroeste 2 x 0 Coréia do Sul     | Bauru - 29 de janeiro de 1971 | Amistoso         |
| Noroeste 1 x 2 Estoril Praia     | Bauru - 21 de julho de 2010   | Amistoso         |
| -------------------------------- | ----------------------------- | ---------------- |

Em 1964, o Noroeste sagrou-se campeão do Torneio Amistoso Quadrangular de Cochabamba, o único título conquistado fora do Brasil. 

Em 2010, o amistoso contra o Estoril Praia fez parte das comemorações do centenário do clube. O atacante Rafael Aidar marcou o único gol dos noroestinos.

## Ídolos
Grandes jogadores do futebol brasileiro vestiram a camisa do Noroeste. Toninho Guerreiro e Zé Carlos em 1960 despontaram para o reconhecimento nacional. Toninho Guerreiro fez carreira no Santos F.C. ao lado de Pelé, Pepe e companhia.
- Toninho Guerreiro: com 18 anos artilheiro máximo do Noroeste na melhor fase do clube (1960)
- Zé Carlos: maior artilheiro da história do Noroeste, com 129 gols em 268 jogos, autor do primeiro gol do atual Estádio Alfredo de Castilho. Atuou entre 1960 e 1966.[5]
- Jairzinho: o furacão de 1970 foi a grande contratação para o Campeonato Brasileiro de 1970.
- "Mestre" Lorico: considerado um dos melhores jogadores que o E.C. Noroeste já teve (1972)
- Julião: o "gigante" defendeu o gol do E.C. Noroeste. Uma força física de "botar medo" em qualquer adversário. (1956)
- Ticão, João Carlos e Baroninho: talentos tipo exportação do Noroeste (1975)
- Rodinaldo: o vice-artilheiro do campeonato paulista de 1987.
- Ronaldo Marques: um dos grandes goleadores do Norusca (1988, 1989, 1991-1992).

Entre outros nomes que fizeram história no clube podemos citar: João Gualberto, Ranulfo, Zulu, Araujo, Navarro, João Marcos, Rodrigues Cavaco, Luizão, Tecão, Lela, Figueira, Natal, Careca, Nilson, China, Zé Rubens, Paulo Bim, Nivaldo, Tobias, Lourival, Varlei, Julinho, Virgílio, Gaspar, Geraldo, Bassu, Batista, Maneca, Fedato, Marco Antônio, Júlio Cesar, Washington, Jacenir, Matheus Pontes, Gilberto Costa, Rogério, Catanoce, Cilinho, Chico Espina, Fonseca, Barbirotto, Vágner Mancini, Vitor-Hugo, Marco Aurélio, Vadinho, Edinho, Laércio, Osmair, Marcos César, Sílvio Luiz, Edinho, Eudes, Sebem, Maurício Cosin, Juliano, Ferreira, Jânio, Campanholo, Tequila, Vagunho, João Fumaça (Fumacinha), Roger, Claudecir, Pedrinho, Bonfim e Marcelo Santos.
Mais recentemente, alguns jogadores vestiram a camisa do alvi-rubro antes de despontar para o cenário nacional, como Bruno César, Ralf, Giovanni, Fábio Ferreira e Walter.
Por ocasião do centenário, em 2010, em eleição online realizada pela rádio 94FM de Bauru para a seleção dos melhores dos 100 anos, os escolhidos foram: Amélio; Xandu, Tecão, Marcio Araújo e Pierre; Lorico e Ranulfo; Rodrigues, Zé Carlos, Toninho Guerreiro e Baroninho. Técnico: Varlei de Carvalho. Dirigente: Cláudio Amantini.

## Estádio Alfredo de Castilho
O Estádio Alfredo de Castilho original foi inaugurado em 1 de agosto de 1935. Alfredo de Castilho foi diretor da E.F. Noroeste do Brasil entre maio de 1925, nomeado pelo presidente Artur Bernardes, e 1929 e de 1934 até março de 1937. Morreu em 1947. A partida inaugural ocorreu na mesma data, com um jogo entre o Norusca e o Campinas F.C. O placar final foi a derrota noroestina pela contagem mínima. O estádio estava localizado na rua Quintino Bocaiúva, aproximadamente entre as quadras formadas pelas ruas Rubens Arruda e Aviador Gomes Ribeiro, hoje entrecortados pela extensão da Avenida Duque de Caxias. Com arquibancadas construídas em madeira, para que a equipe pudesse disputar a Divisao Especial, o estádio foi destruído por um incêndio em 23 de dezembro de 1958, durante a partida entre Noroeste e São Paulo daquele ano.
Um novo estádio foi construído na Vila Pacífico, local do atual complexo esportivo, em terreno que já pertencia à Estrada de Ferro Noroeste do Brasil. Foi inaugurado em 5 de junho de 1960, mas com o nome de "Ubaldo de Medeiros", então diretor da companhia ferroviária que foi fundamental para angariar fundos junto à direção da empresa. O Ginásio Panela de Pressão já havia sido inaugurado em 1956 para sediar os Jogos Abertos do Interior e o projeto original já previa a construção de um estádio, mas aguardava pela liberação de mais recursos. A partida inaugural entre Noroeste e Palmeiras terminou com a vitória bauruense pelo placar de 3 a 2. A honraria de marcar o primeiro gol no novo estádio foi do meia-atacante do Noroeste, José Carlos Coelho, o Zé Carlos. O estádio só voltaria a receber o nome de Alfredo de Castilho em 1964, por força do Golpe Militar. Supostamente Medeiros teria sido partidário do governo de João Goulart, ainda que oficialmente a mudança de nome tenha sido justificada por contrariar a lei de patrimônios da época, que proibia a homenagem a pessoas vivas em estruturas de uso público.
Entre 1958 e 1960, durante a construção do novo estádio, o Noroeste mandou suas partidas no Estádio Antonio Garcia, que pertencia ao rival Bauru Atlético Clube (BAC).
Os refletores foram inaugurados e iluminaram a vitória do Norusca sobre o Palmeiras por 2 a 1, em 15 de novembro de 1966. O recorde de público também foi estabelecido em partida contra o Palmeiras, em 15 de setembro de 1974: 23.660 pagantes viram a derrota do alvi-rubro também por 2 a 1. Já a partida de maior renda ocorreu em 4 de fevereiro de 2007, empate de 1 a 1 contra o São Paulo pela sexta rodada do Paulistão: R$413.000,00 (aproximadamente US$195 mil, de acordo com a cotação da época).
A capacidade oficial do estádio atualmente é de 18.866 pessoas, de acordo com o Cadastro Nacional de Estádios de Futebol mais recente (2016). O mesmo cadastro indica que, apesar da medição ser oficialmente reconhecida através de laudo técnicos, informações de órgãos públicos e federações estaduais, a capacidade operacional do estádio é de apenas 16.300 pessoas.

### Complexo Esportivo Damião Garcia
O Complexo Esportivo Damião Garcia está localizado em sede própria numa área de 72.600m² que abriga além do estádio com capacidade para 18.840 torcedores, espaço para concentração, campos de treinamentos, piscinas, restaurante, quadra poliesportiva coberta (ginásio) "Panela de Pressão", secretarias e administração. O complexo está avaliado em cerca de R$60 milhões de reais (US$15 milhões, na época), segundo estimativa do proprio clube, em maio de 2019.

## Rivais
Os rivais tradicionais do Noroeste são o Marília Atlético Clube e o XV de Novembro de Jaú. Atualmente a rivalidade Noroeste x Marília é a mais em alta. Porém, outros times da região que despontam e também já podem ser considerados rivais são o Clube Atlético Linense, o Clube Atlético Penapolense e o Velo Clube.

## Símbolos

### Uniformes
Principal: Camisa Vermelha, Short Vermelho e Meias Vermelhas.
Alternativo: Camisa Branca, Short Branco e Meias Brancas.
A combinação de camisa vermelha, short branco e meias vermelhas foi também muito usada como uniforme principal durante toda a história centenária do Esporte Clube Noroeste. 

Combinacões alternativas mesclando as peças dos dois conjuntos também foram vistas em jogos, por força de regulamento, onde equipes nao puderam usar peças do fardamento nas mesmas cores (por exemplo, camisa branca, short vermelho e meias vermelhas, quando o adversário já havia optado por shorts e meias brancas).

Entre as temporadas de 2006 a 2010, o Noroeste também apresentou um terceiro uniforme com listras verticais como alternativa aos dois primeiros, inspirado em uniformes usados no passado.

Para o centenário do clube em 2010, um escudo comemorativo foi utilizado nos uniformes durante toda a temporada, substituindo o brasão tradicional.

#### Fornecedores de Material Esportivo e Patrocinadores
| Ano         | Fabricantes | Patrocinador Principal |
| ----------- | ----------- | ---------------------- |
| 1983        | Penalty     | Sto. Antônio           |
| 1984        | ?           | Jakef / Ping Pong      |
| 1985        | Everest     | Everest                |
| 1986 - 1987 | ?           | Kohlbach               |
| 1988 - 1989 | Hagas       | Kalunga                |
| 1990        | Hagas       | Tilibra                |
| 1991        | Everest     | Tilibra                |
| 1991 - 1993 | Dell'erba   | Tilibra                |
| 1994        | ?           | ?                      |
| 1995        | Dell'Erba   | Cardans Santa Rita     |
| 1996        | ?           | Tilibra                |
| 1997        | Penalty     | Tilibra                |
| 1998        | Dell'Erba   | -                      |
| 1999        | Globo Sport | -                      |
| 2000        | Dell'Erba   | Flag                   |
| 2001        | Umbro       | Coca-Cola              |
| 2002 - 2004 | Finta       | Flag                   |
| 2005        | Umbro       | Flag                   |
| 2006        | Kappa       | Oki Printing Solutions |
| 2006 - 2007 | Dell'erba   | Oki Printing Solutions |
| 2008        | Nakal       | Kalunga                |
| 2009        | Pro-X       | Kalunga                |
| 2010 - 2012 | Nakal       | Kalunga                |
| 2013        | Aktion      | Sócio Fidelidade       |
| 2014        | Aktion      | Expresso de Prata      |
| 2015        | Aktion      | Baterias Tudor         |
| 2015        | Nizam       | Baterias Tudor         |
| 2016        | Nizam       | Tel Telecom            |
| 2017        | Nakal       | Tel Telecom            |
| 2018        | Nakal       | Estre / Agrovale       |
| 2019 - 2020 | Nakal       | Unigrês Cerâmica       |
| 2021        | RR Sports   | Topbox / LPNet         |
| 2022 - 2023 | RR Sports   | Agrosolo               |
| 2024        | RR Sports   | Unimed                 |
| 2025        | Kappa       | Unimed                 |

### Mascotes
- Mascotes: Uma Locomotiva vermelha e um Maquinista.

A Locomotiva, carinhosamente conhecida por "Maquininha Vermelha" é uma homenagem à Rede Ferroviária Noroeste do Brasil (NOB), ferrovia que deu origem ao nome do clube.
O Maquinista é uma referência aos trabalhadores ferroviários, categoria da qual o clube se originou.

### Hino oficial
O hino do Esporte Clube Noroeste ("Avante, Avante Noroeste") é de autoria do Maestro Miguel Ângelo Ruiz.
Avante, avante Noroeste
Bauru com emoção!
Alça essa bandeira alvirrubra, 
ao pé do coração...
Avante, avante, mocidade
Vanguarda varonil
E luta por Bauru que é uma cidade
maravilhosa desse Brasil!
Avante, Noroeste,
honra a camisa e em máscula vitória
No peito e na raça, com garra e amor, escreve a tua história!

## Torcidas Organizadas

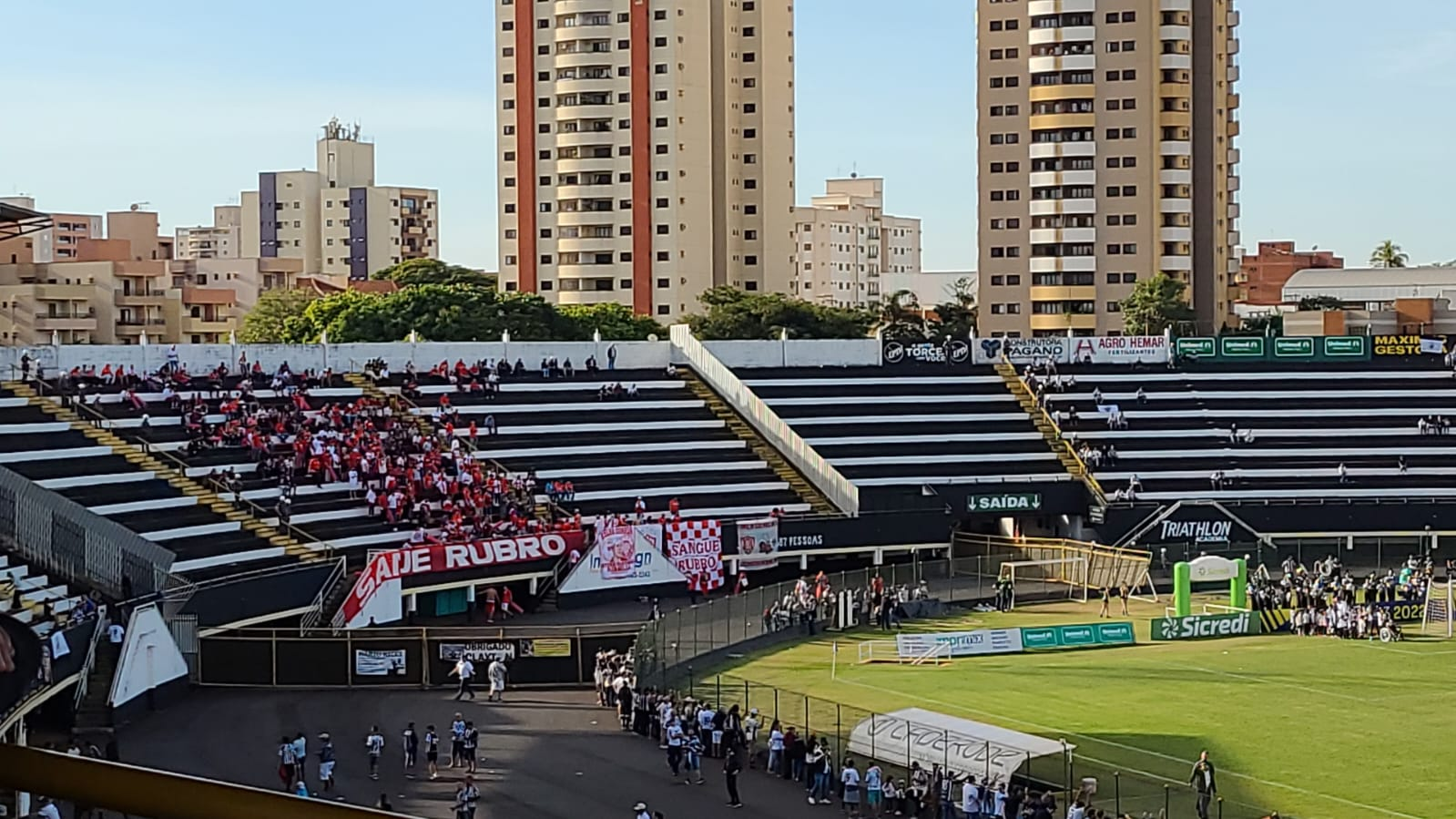
Torcida Sangue Rubro no estádio do Comercial, em Ribeirão Preto.

O Norusca conta com apenas duas torcidas organizadas no momento. Uma delas é a Torcida Sangue Rubro, que está na ativa desde o ano de 1986, sempre apoiando o time em qualquer situação, com grande espetáculos na arquibancada. A outra é a Torcida Falange Vermelha que foi fundada em 1993 e extinta após 5 anos de existência. A Falange foi reerguida no dia 7 de Setembro de 2014, mas voltou a ativa nos estádios no ano de 2015 pelo fato do Noroeste não ter mais nenhum jogo oficial, em 2014, após sua data de refundação.
O clube já teve várias outras torcidas, que não se firmaram e acabaram extintas, entre elas a conhecida Noruscaipira.
- Observação o Noroeste não tem nenhuma ligação com Atlético Noroeste de Rio Formoso Pernambuco.

## Ranking da CBF
Ranking atualizado em dezembro de 2019

O RNC (Ranking Nacional de Clubes) da CBF contabiliza desempenho dos últimos 5 anos, apenas nas competições nacionais que organiza. Desta maneira, o Noroeste atualmente não figura no ranking. A última vez em que constou foi na edição de 2018, em razão dos pontos obtidos pela participação na Copa do Brasil de 2013:
- Posição: 214º
- Pontuação: 25 pontos[12]

Ranking criado pela Confederação Brasileira de Futebol para pontuar todos os clubes do Brasil.